# 霍鎮方
霍鎮方，字定甫，號翰垣，河南汝寧府光州人，明朝政治人物。

## 生平
壬戌（官年）二月初二日生。萬曆十九年（1591年）辛卯科河南鄉試第四十四名舉人，二十三年（1595年）乙未科會試第二百八十三名，廷試三甲第八十一名進士，刑部觀政，八月初授陕西南郑县知县，二十九年五月升南户部山西司主事。三十四年江西监兑，三十六年升员外郎、郎中，出为镇江府知府，四十年十月升山东副使，四十一年养病。天啓二年（1622年）起陕西副使，三年升湖廣分守道參政，五年考察去職。崇祯二年再起湖廣副使。

## 家族
曾祖霍冲。祖霍忠晓。父霍坤，敕封文林郎南鄭縣知縣、赠陕西副使。母王氏，敕封孺人。具庆下。弟崧方、存方。娶戚氏，敕封孺人。子峤、岫、峦。